# Защита Маршалла
Защи́та Ма́ршалла — шахматный дебют, разновидность отказанного ферзевого гамбита. Начинается ходами: 
 1. d2-d4 d7-d5 
 2. c2-c4 Кg8-f6.

## История
Дебют известен с середины XIX века. В первой половине 1920-х гг. данное начало успешно применял американский шахматист Фрэнк Маршалл, что и предопределило название этого дебютного варианта. После партии Алехин — Маршалл, сыгранной в 1925 году в ходе турнира в Баден-Бадене и закончившейся победой русского шахматиста, защита утратила популярность на высоком уровне.
В настоящее время в гроссмейстерских турнирах дебют практически не встречается.

## Идеи дебюта
Основной идеей хода 2. …Кg8-f6 является подготовка контрудара e7-e5, при этом чёрные уступают центр. Теория считает дебют сомнительным, так как при точной игре белые получают предпочтительную позицию. По статистике, выбирая данное начало, чёрные выигрывают лишь 20,5 % партий, успех белых составляет 62,8 % и 16,8 % встреч заканчиваются вничью.

## Варианты
- 3. Кg1-f3
- 3. Сс1-g5
  - 3. ...Kf6-e4"'
    - "'4. Kg1-f3 Ke4:g5 5. Kf3:g5 h7-h6 6. Kg5-f3 dc
      - 7. e2-e4 f7-f5"' - чёрные выстраивают прочую позицию с шансами на атаку. 
      - "'7. Фd1-a4+"' - белые отыгрывают пешку с перевесом в развитии, но чёрные не имеют очевидных слабостей.
      - "'7.g2-g3"' - белые играют в духе староиндийской атаки

    - "'4. Фd1-c1"'
      - "' 4. ...h7-h6 5. Cg5-h4 g7-g5 6.Ch4-g3 Ke4:g3 7. hg Cg7 8. е3 - белые не добились абсолютно ничего
      - 4. ...Ke4:g5 5.Фс1:g5 dc - белые рано вывели ферзя, но потеряли пешку, у них всё в порядке.

  - 3. ...dc
    -  4. Cg5:f6"'
      - 4. ...fg 5. e2-e4
        - 5. ...b7-b5 6. b2-b3 - брошен недвусмысленный намёк
- 3. Кb1-c3
- 3. c4:d5 Кf6:d5
  - 4. e2-e4 Кd5-f6 5. Кb1-c3 (либо 5. Сf1-d3) e7-e5! -	 у чёрных полноправная игра.
  - 4. Кg1-f3
    - 4. …g7-g6 5. e2-e4 Кd5-b6 6. h2-h3! — у белых предпочтительная позиция.
    - 4. …Сc8-f5
      - 5. Кb1-d2 Кd5-f6 6. Фd1-b3 Фd8-c8 7. g2-g3 — с преимуществом у белых.
      - 5. Фd1-b3!
        - 5. …e7-e6 6. Кb1-c3 Кb8-c6 7. e2-e4 Кd5:c3 8. e4:f5 Кc3-d5 9. a2-a3 Фd8-d6 10. Фb3:b7 Лa8-b8 11. Фb7-a6 — у чёрных нет компенсации за пешку[2].
        - 5. …Кb8-c6
          - 6. Фb3:b7? Kd5-b4! — у чёрных предпочтительная позиция.
          - 6. Кb1-d2! Кd5-b6 7. e2-e4 Сf5-g6 8. d4-d5 Кc6-b8 9. a2-a4 — белые получают сильный центр и создают давление на ферзевый фланг противника.

## Примерные партии
- Алехин — Маршалл, Баден-Баден, 1925[3]

1. d2-d4 d7-d5 2. c2-c4 Кg8-f6 3. c4:d5 Кf6:d5 4. e2-e4 Кd5-f6 5. Сf1-d3 e7-e5 6. d4:e5 Кf6-g4 7. Кg1-f3 Кb8-c6 8. Сc1-g5 Сf8-e7 9. Сg5:e7 Фd8:e7 10. Кb1-c3 Кc6:e5 11. Кf3:e5 Фe7:e5 12. h2-h3 Кg4-f6 13. Фd1-d2 Сc8-d7 14. Фd2-e3 Сd7-c6 15. 0—0—0 0—0 16. f2-f4 Фe5-e6 17. e4-e5 Лf8-e8 18. Лh1-e1 Лa8-d8 19. f4-f5 Фe6-e7 20. Фe3-g5 Кf6-d5 21. f5-f6 Фe7-f8 22. Сd3-c4 Кd5:c3 23. Лd1:d8 Лe8:d8 24. f6:g7 Кс3:a2+ 25. Крc1-b1 Фа8-e8 26. e5-e6 Сc6-e4+ 27. Крb1-a1 f7-f5 28. e6-e7+ Лd8-d5 29. Фg5-f6 Фe8-f7 30. e7-e8=Ф+ 1-0. Мат неизбежен: 30. …Фf7:e8 31. Сc4:d5+ Сe4:d5 32. Лe1:e8×.
- Берлинер — Ротт, Монреаль 1956[4]

1. d2-d4 d7-d5 2. c2-c4 Кg8-f6 3. c4:d5 Кf6:d5 4. e2-e4 Кd5-b6 5. Кb1-c3 Кb8-c6 6. Кg1-f3 Сc8-g4 7. d4-d5 Кc6-e5 8. Кf3:e5 Сg4:d1 9. Сf1-b5+ c7-c6 10. d5:c6 Фd8-b8 11. c6-c7+ Кb6-d7 12. Сb5:d7× 1-0.